# Bulbophyllum bidentatum
Bulbophyllum bidentatum é uma espécie de orquídea (família Orchidaceae) pertencente ao gênero Bulbophyllum. Foi descrita por João Barbosa Rodrigues e Célestin Alfred Cogniaux em 1902.